# Comité pour la sécurité d'État
Le Comité pour la sécurité d'État (en bulgare : Комитет за държавна сигурност, Komitet za Darjavna Sigournost) était le service secret de la république populaire de Bulgarie.
En tant que service de renseignement d'un pays satellite du bloc soviétique, le KDS s'était vu confier la couverture du renseignement au Moyen-Orient.